# Orchester Wiener Akademie
Das Orchester Wiener Akademie ist ein in Wien (Österreich) beheimatetes Orchester, das seine Darbietungen in historisch-informierter Aufführungspraxis präsentiert.
Das Orchester wurde 1985 von Martin Haselböck gegründet, der nach wie vor als dessen künstlerischer Leiter fungiert.
Neben einem alljährlichen Zyklus für die Gesellschaft der Musikfreunde im Großen Wiener Musikvereinssaal war Haselböck mit seinem Orchester mit Konzertprogrammen und Opernproduktionen in Musikzentren der Welt zu Gast. Unter Haselböcks Leitung sind 60 CDs mit Repertoire von Bach bis zum 20. Jahrhundert veröffentlicht. Unter den Auszeichnungen für Haselböcks Orchestereinspielungen sind der Diapason d’or und der Deutsche Schallplattenpreis. Bei der Philharmonie Köln, der Suntory Hall Tokio und dem Würzburger Mozartfest gastierte die Wiener Akademie unter Martin Haselböck als Artists in Residence.